# Javier Valera de la Cuadra
Javier Valera de la Cuadra (Lima, 31 de enero de 1923 - 19 de julio de 2000) fue un decimista peruano de afición y ginecólogo de profesión. Conoció y declamó junto a decimistas contemporáneos como Nicomedes Santa Cruz y Blanca Nava López. 

## Biografía
Javier Arturo Valera de la Cuadra nació en Lima en 1923. Su padre fue el Doctor Javier Valera, hijo de Juan Wenceslao Valera Olano. Fue médico ginecólogo de profesión graduado de la Universidad Nacional Mayor de San Marcos. Fue un gran aficionado a los deportes y a la hípica, temas muy presentes en su obra. Sus décimas fueron muy aclamadas en su época y aclamadas por sus contemporáneos, pero lamentablemente, se sabe muy poco de sus obras. Muchas décimas se perdieron. 
Se casó con Teresa Carvalho Guzmán con la que vivió en el barrio de Miraflores. Tuvieron nueve hijos. Tras su muerte, el décimo Encuentro Nacional y el quinto encuentro Internacional de Décimas (10, 11 y 12 de agosto del año 2000) llevó su nombre.  